# Lygocoris parrotti
Lygocoris parrotti är en insektsart som först beskrevs av Knight 1919.  Lygocoris parrotti ingår i släktet Lygocoris och familjen ängsskinnbaggar. Inga underarter finns listade i Catalogue of Life.